# Луїсвілл (Міссісіпі)
Луїсвілл (англ. Louisville) — місто (англ. city) в США, в окрузі Вінстон штату Міссісіпі. Населення — 6072 особи (2020).

## Географія
Луїсвілл розташований за координатами 33°7′23″ пн. ш. 89°3′18″ зх. д. / 33.12306° пн. ш. 89.05500° зх. д. (33.122934, -89.054879).  За даними Бюро перепису населення США в 2010 році місто мало площу 39,56 км², з яких 39,04 км² — суходіл та 0,52 км² — водойми.

## Демографія
Згідно з переписом 2010 року, у місті мешкала 6631 особа в 2544 домогосподарствах у складі 1736 родин. Густота населення становила 168 осіб/км².  Було 2870 помешкань (73/км²).
Расовий склад населення:
| - 61,6 % — чорних або афроамериканців - 36,5 % — білих - 0,4 % — азіатів - 0,3 % — корінних американців |

До двох чи більше рас належало 0,9 %. Частка іспаномовних становила 0,8 % від усіх жителів.
За віковим діапазоном населення розподілялося таким чином: 28,8 % — особи молодші 18 років, 56,2 % — особи у віці 18—64 років, 15,0 % — особи у віці 65 років та старші. Медіана віку мешканця становила 34,9 року. На 100 осіб жіночої статі у місті припадало 81,6 чоловіків;  на 100 жінок у віці від 18 років та старших — 74,2 чоловіків також старших 18 років.
Середній дохід на одне домашнє господарство  становив 42 940 доларів США (медіана — 28 802), а середній дохід на одну сім'ю — 50 291 долар (медіана — 35 096). Медіана доходів становила 37 017 доларів для чоловіків та 34 433 долари для жінок. За межею бідності перебувало 44,9 % осіб, у тому числі 64,5 % дітей у віці до 18 років та 35,0 % осіб у віці 65 років та старших.
Цивільне працевлаштоване населення становило 2166 осіб. Основні галузі зайнятості: освіта, охорона здоров'я та соціальна допомога — 28,0 %, виробництво — 15,5 %, мистецтво, розваги та відпочинок — 12,5 %.